# Frou-frou (chanson)
Pour les articles homonymes, voir Frou-frou.
Frou-frou est une chanson française écrite par Hector Monréal (1839-1910) et Henri Blondeau (1841-1925), sur une musique d'Henri Chatau (1843-1933), pour la revue Paris qui marche. 
Elle fut créée sur scène par la chanteuse Juliette Méaly, au théâtre des Variétés à Paris, le 31 octobre 1897.

## Paroles
La femme porte quelques fois

La culotte dans son ménage

Le fait est constaté, je crois

Dans les liens du mariage

Mais quand elle va pédalant

En culotte, comme un zouave

La chose me semble plus grave

Et je me dis en la voyant :

refrain

Frou-frou, frou-frou

Par son jupon la femme 

Frou-frou, frou-frou

De l'homme trouble l'âme

Frou-frou, frou-frou

Certainement la femme 

Séduit surtout

Par son gentil frou-frou

La femme ayant l'air d'un garçon 

Ne fut jamais très attrayante

C'est le frou-frou de son jupon 

Qui la rend surtout excitante

Lorsque l'homme entend ce frou-frou

C'est étonnant tout ce qu'il ose

Soudain il voit la vie en rose

Il s'électrise, il devient fou 

refrain

En culotte, me direz-vous

On est bien mieux à bicyclette

Mais moi je dis que sans frou-frous 

Une femme n'est pas complète

Lorsqu'on la voit se retrousser

Son cotillon vous ensorcelle

Son frou-frou, c'est comme un bruit d'aile 

Qui passe et vient vous caresser  

refrain

## Interprètes
Frou-Frou a été repris par de nombreux interprètes après Juliette Méaly, notamment :
- Nine Derieux

- Lucile Panis[5],[6],
- Berthe Sylva,
- Lina Margy,
- Johnny Hess,
- Suzy Delair,
- Danielle Darrieux,
- Mado Robin,
- Mathé Altéry,
- Line Renaud,
- Sara Montiel
- Koko Ateba pour le générique de l'émission homonyme de Christine Bravo pour France Télévision.